# Tòng Bạt
Tòng Bạt là một xã thuộc huyện Ba Vì, thành phố Hà Nội, Việt Nam.
Xã Tòng Bạt có diện tích 8,24 km², dân số năm 1999 là 8352 người, mật độ dân số đạt 1014 người/km². Tòng Bạt có 3 thôn là Thôn Thái Bạt, Thôn Tòng Thái, Thôn Tòng Lệnh.